# Залісся (Борисовський район)
Залісся (біл. вёска Залессе) — село в складі Борисовського району Мінської області, Білорусь. Село підпорядковане Пересадській сільській раді, розташоване в північно-східній частині області.